# Société antiesclavagiste de Belgique
Société antiesclavagiste de Belgique, var en belgisk abolitionistisk organisation, grundad 1888.
Organisationen bildades av en grupp katolska belgiska intellektuella under ledning av politikern greve Hippolyte d'Ursel år 1888. Den bildades för att bekämpa slavhandeln i Zanzibar, som genom slavräder hämtade slavar i trakterna kring dåvarande belgiska Kongofristaten. 
Frågan uppmärksammades stort i samtiden och föreningen räknade runt 700 medlemmar och riklig finansiering. Den utrustade fyra expeditioner mot slavhandlarna i Kongo: 1890, 1891, 1892 och 1893. Den samarbetade med Brussels Anti-Slavery Conference 1889–90 och verkade för att de länder som skrivit under dess produkt, Brussels Conference Act of 1890, skulle påverka andra länder att skriva under. 
Föreningen var starkt förbunden med den dåvarande koloniala imperialismen: Belgien skapade Kongofristaten delvis med hänvisning till att de avskaffade slaveriet där, men det ersatte slaveriet med brutalt tvångsarbete. 